# Нгуен Зык-тонг
Нгуен Зык-тонг (вьет. Nguyễn Dực Tông, тьы-ном 阮翼宗) (22 сентября 1829, Хюэ, Династия Нгуен — 17 июля 1883, Хюэ, Династия Нгуен) — 4-й император Вьетнама из династии Нгуен, правивший с 10 ноября 1847 по 19 июля 1883 года.
Правил под девизом Ты-дык (вьет. Tự-đức, тьы-ном 嗣德). Личное имя — Хонг Ням (вьет. Hồng Nhậm, тьы-ном 洪任).
Считается последним императором Вьетнама, правившим независимо.

## Жизнеописание
Сын императора Нгуен Хиен-то. Родился 22 сентября 1829 года, и в 1847 году стал преемником отца на троне. Зук-тонг пытался оградить страну от проникновения европейского влияния. Он проявлял нерешительность и непоследовательность, искал помощи у Китая и в то же время препятствовал сопротивлению французскому вторжению. Поражение в борьбе с французскими колонизаторами привело к подписанию Сайгонского договора 1862 г. (ратифицирован в 1863 г.) и потере Вьетнамом своей независимости.
Зук-тонг не имел детей. Умер 19 июля 1883 года.